# Felsen von Bandiagara
Das  Bandiagara-Felsmassiv (französisch Falaise de Bandiagara) liegt im Land der Dogon im Süden Malis. Das Felsmassiv liegt nordöstlich der Stadt Bandiagara am Grandamia-Massiv. Es hat eine Länge von 200 km.

## Geologie und Geographie
Die Felsen des Massivs erreichen eine Höhe von 500 m oberhalb der tiefer gelegenen Sandebenen des Südens. Die Ostränder des Plateaus werden durch steil abfallende Schichtstufen markiert. Nach Osten hin schließt die Seno-Gondo-Ebene an. Als festes, eisenhaltiges und daher rotes Sandsteinmassiv erreicht das Plateau im Nordosten mit dem Zeugenberg Hombori Tondo, zugleich der höchste Berg Malis, eine Höhe von 1115 Metern über dem Meeresspiegel. In Richtung Westen tauchen die paläozoischen Sandsteinschichten unter die wesentlich jüngeren Schwemmböden des Nigerbeckens (Nigerbinnendelta) ab. Als Zufluchts- und Wohnort des ca. 300.000 Menschen zählenden Volks der Dogon spielt dieses Felsmassiv eine große Rolle.

## Bewohner
Der höhlenbewohnende Stamm der Tellem, der später durch die Volksgruppe der Dogon vertrieben wurde, lebte mindestens seit dem 10. Jahrhundert in den engen Tälern des Bergmassivs. Dutzende von Dörfern liegen zu Füßen des Sandsteinmassivs, dazu gehört auch Kani Bonzon. Die Dogon wanderten aus dieser Richtung in das Gebiet ein und verbreiteten sich während des 14. Jahrhunderts über das restliche Plateau, die Anhöhe und die Steppe des Seno-Gondo. Die von den Tellem errichteten Kultstätten wurden von den Dogon nicht zerstört, sondern im Laufe der Zeit in ihre eigenen Traditionen integriert.
In die Felswand sind eine ganze Serie von Friedhöfen eingebettet, die nur mit Leitern erreicht werden können. Typisch für die Dörfer ist die niedrig gebaute Versammlungsstätte (Toguna) mit ihrem Reisigdach. Angeblich soll die niedrige Decke dafür sorgen, dass erregte, während der Diskussion aufspringende Teilnehmer eines Palavers sich den Kopf anstoßen und dadurch zur Raison gebracht werden. Wahrscheinlicher ist wohl die Erklärung, dass das Dach auch als allgemeiner Aufenthaltsort genutzt wird.
Oberhalb der Klippe liegt die aus 13 Dörfern bestehende Gemeinde Sangha, die mit ihren zahlreichen religiösen Stätten als kulturelles Zentrum der Dogon gilt. Mit der zunehmenden Verbreitung des Islam im 19. Jahrhundert wurden in manchen Dörfern Moscheen direkt neben dem Toguna und animistischen Schreinen gebaut.

## UNESCO-Welterbe
Die Felsen von Bandiagara und etwa 250 umliegende Dörfer wurden 1989 auf die UNESCO-Liste des Weltkulturerbes und Weltnaturerbes gesetzt. Zur Begründung der Eintragung in beide Gruppen der Liste wurde darauf verwiesen, welche Rolle die natürlichen Gegebenheiten für die Traditionen und das Leben der Dogon spielen.
| UNESCO-ID | Offizieller Name                                | Region                                          | Koordinaten                                     | Fläche in Hektar                                | Bemerkung                                                                                   | Bild                                            |
| --------- | ----------------------------------------------- | ----------------------------------------------- | ----------------------------------------------- | ----------------------------------------------- | ------------------------------------------------------------------------------------------- | ----------------------------------------------- |
| ML-516    | „Felsen von Bandiagara (Land der Dogon)“ (1989) | „Felsen von Bandiagara (Land der Dogon)“ (1989) | „Felsen von Bandiagara (Land der Dogon)“ (1989) | „Felsen von Bandiagara (Land der Dogon)“ (1989) | „Felsen von Bandiagara (Land der Dogon)“ (1989)                                             | „Felsen von Bandiagara (Land der Dogon)“ (1989) |
| 516-001   | Felsen von Bandiagara                           | Mopti                                           | 14° 10′ 0″ N, 3° 55′ 0″ W                       | 326950,00                                       | Siedlungsgebiet der Dogon                                                                   | Wasserfall von den Bandiagarafelsen             |
| 516-002   | Dorf Songo                                      | Mopti                                           | 14° 24′ 21″ N, 3° 42′ 0″ W                      | 440,00                                          | bekannt für Felszeichnungen und alle drei Jahre stattfindenden Beschneidungsritus der Dogon |                                                 |

## Galerie

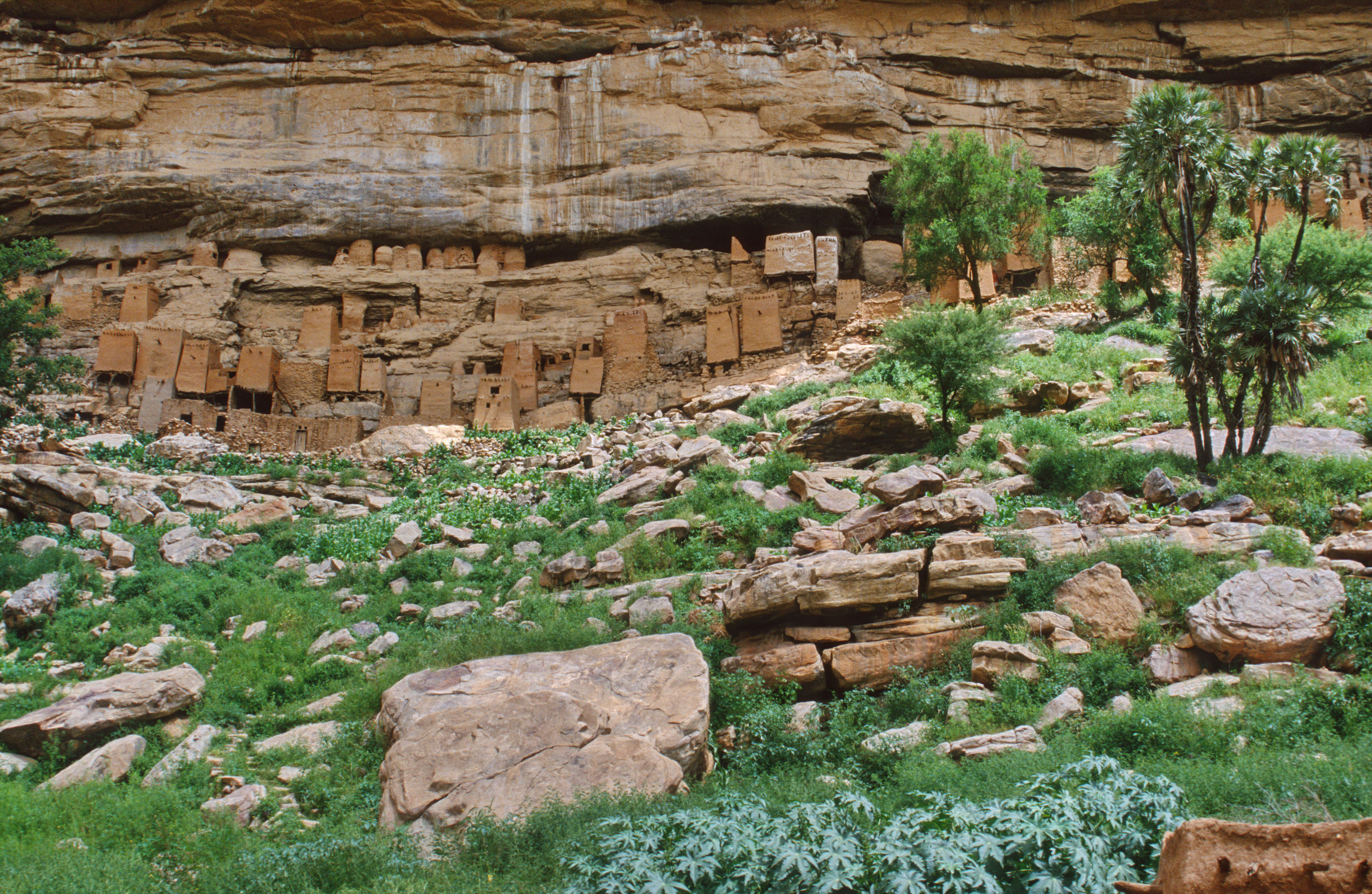
Siedlung der Dogon unter Resten von Tellem-Behausungen am Fuß des Felsmassivs
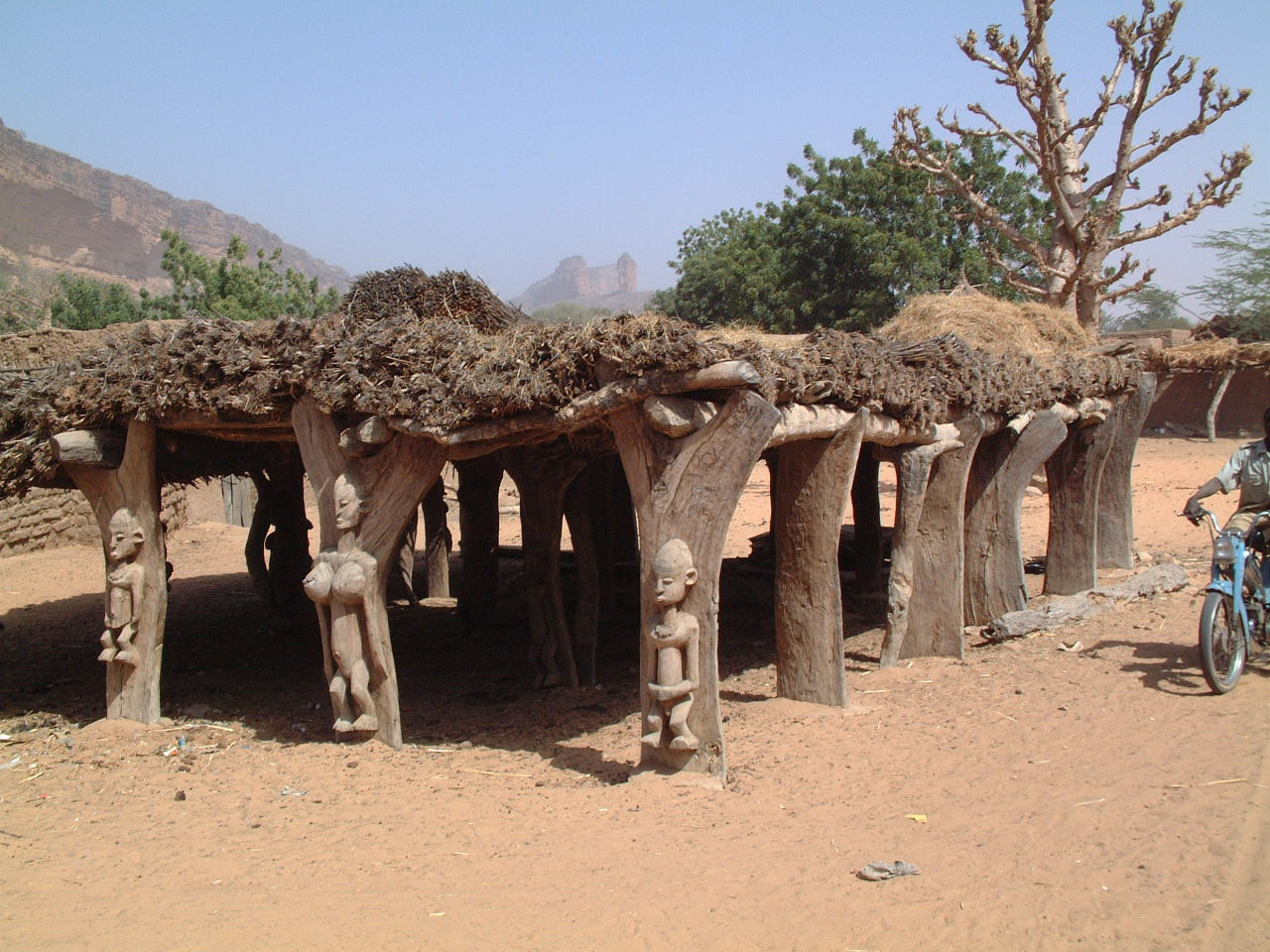
Die Toguna von Endé